# Дебе, Жан-Батист Жозеф (младший)
Жан-Батист Жозеф Дебе-сын или Дебе-младший (фр. Jean-Baptiste Joseph Debay fils; 30 августа 1802, Нант — 7 января 1862, Париж) — французский скульптор.

## Биография
Сын скульптора Жана-Батиста Жозефа Дебе-старшего (1779—1863), выходца из бельгийского Мехелена, перебравшегося во Францию. Брат художника и скульптора Огюста Иасента Дебе (1804—1865). Родился в Нанте. Учился в Высшей школе изящных искусств в Париже с 1824 по 1829 год. В том же 1829 году получил Римскую премию первой степени в области скульптуры, что позволило ему совершить оплачиваемую государством поездку в Рим, где он оставался, проживая в одной из комнат на вилле Медичи, служившей своего рода штаб-квартирой для французских художников и скульпторов, с 1830 по 1834 год. 
После возвращения во Францию, плодотворно работал как скульптор. Среди наиболее заметных работ Дебе-сына: памятник маршалу Франции Николя Шарлю Удино в городе Бар-ле-Дюк, памятник генералу Пьеру Жаку Этьену Камбронну в Нанте, статуя Пьера Миньяра на фасаде Лувра, обращённом во двор Наполеона; скульптура Анны Бретонской в парижском Люксембургском саду, бронзовые фигуры для Фонтана Морей на парижской площади Согласия. Другие работы Дебе-сына сегодня можно увидеть в Лувре, замке Фонтенбло, музее изящных искусств Нанта (несколько работ) и в замке герцогов Бретонских (Историческом музее) в том же городе. 
При этом, поскольку Дебе-отец и Дебе-сын многие годы работали одновременно и выполняли схожие заказы, в источниках существует некоторая путаница касательно того, какая из работ кем из них была выполнена.
Скульптура «Гиацинт, поверженный Аполлоном», за которую Дебе получил в 1829 году Римскую премию, хранится в коллекции Высшей школы изящных искусств. 
Жан-Батист Жозеф Дебе-сын был женат на Марии Габриэлле Жикко. От этого брака родилась дочь Габриэлла, вышедшая замуж за архитектора Эдуара Делебарра, который после этого брака прибавил фамилию супруги к своей собственной, после чего стал известен, как Эдуар Делебарр-Дебе.

## Галерея

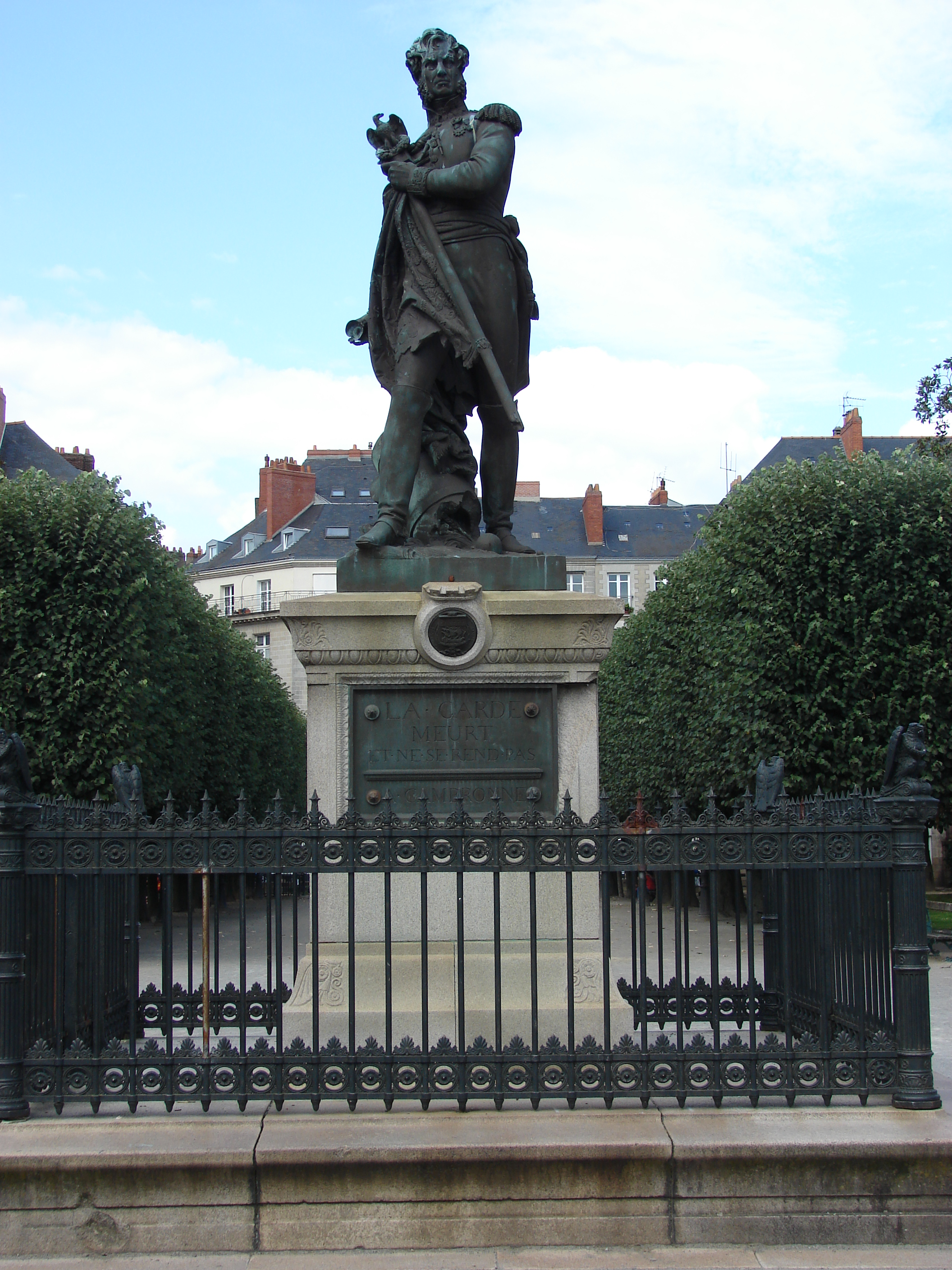
Памятник национальному герою Франции  генералу Пьеру Жаку Этьену Камбронну в Нанте, 1848.
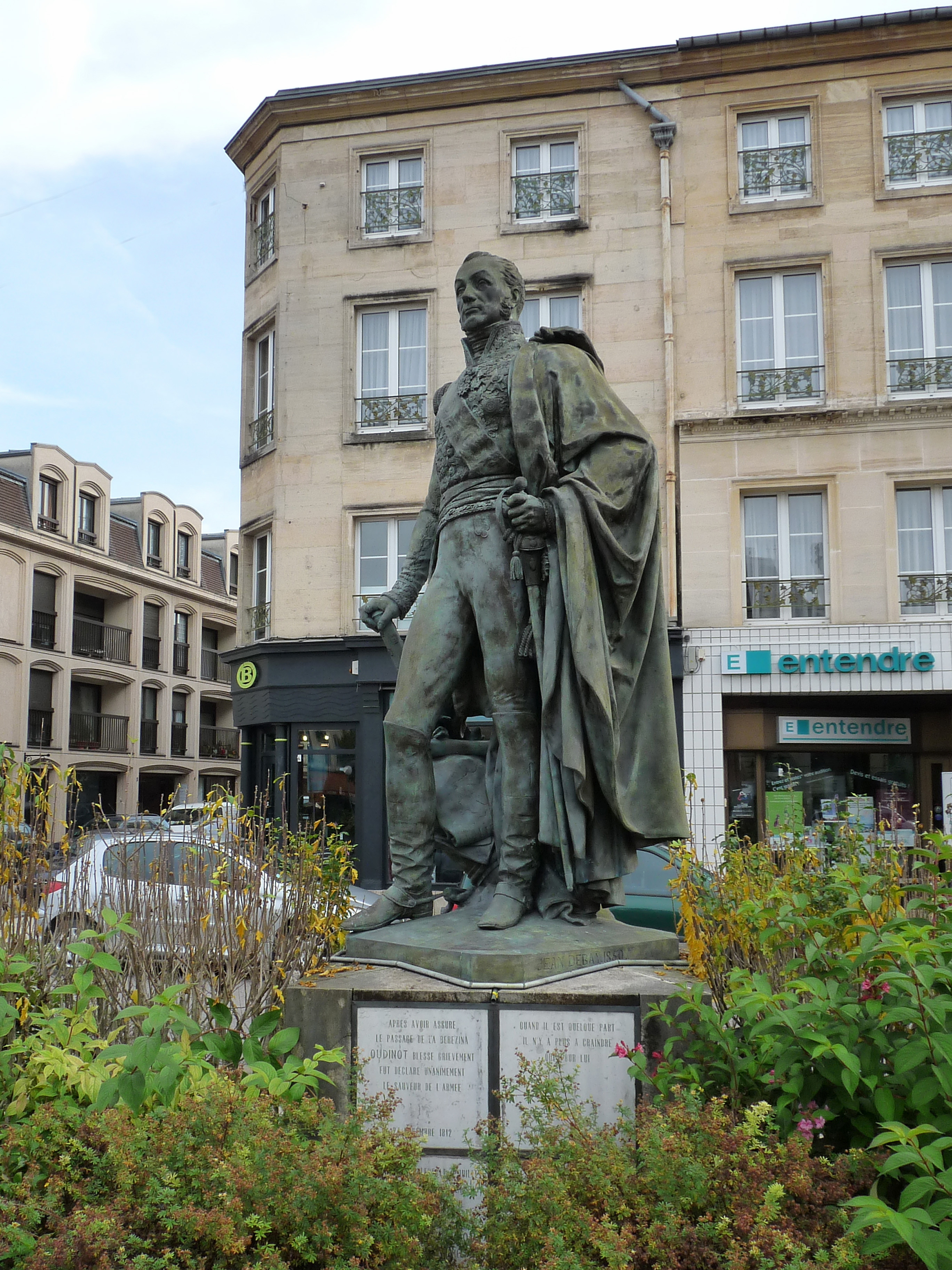
Памятник маршалу Франции Николя Шарлю Удино, Бар-ле-Дюк, 1850.
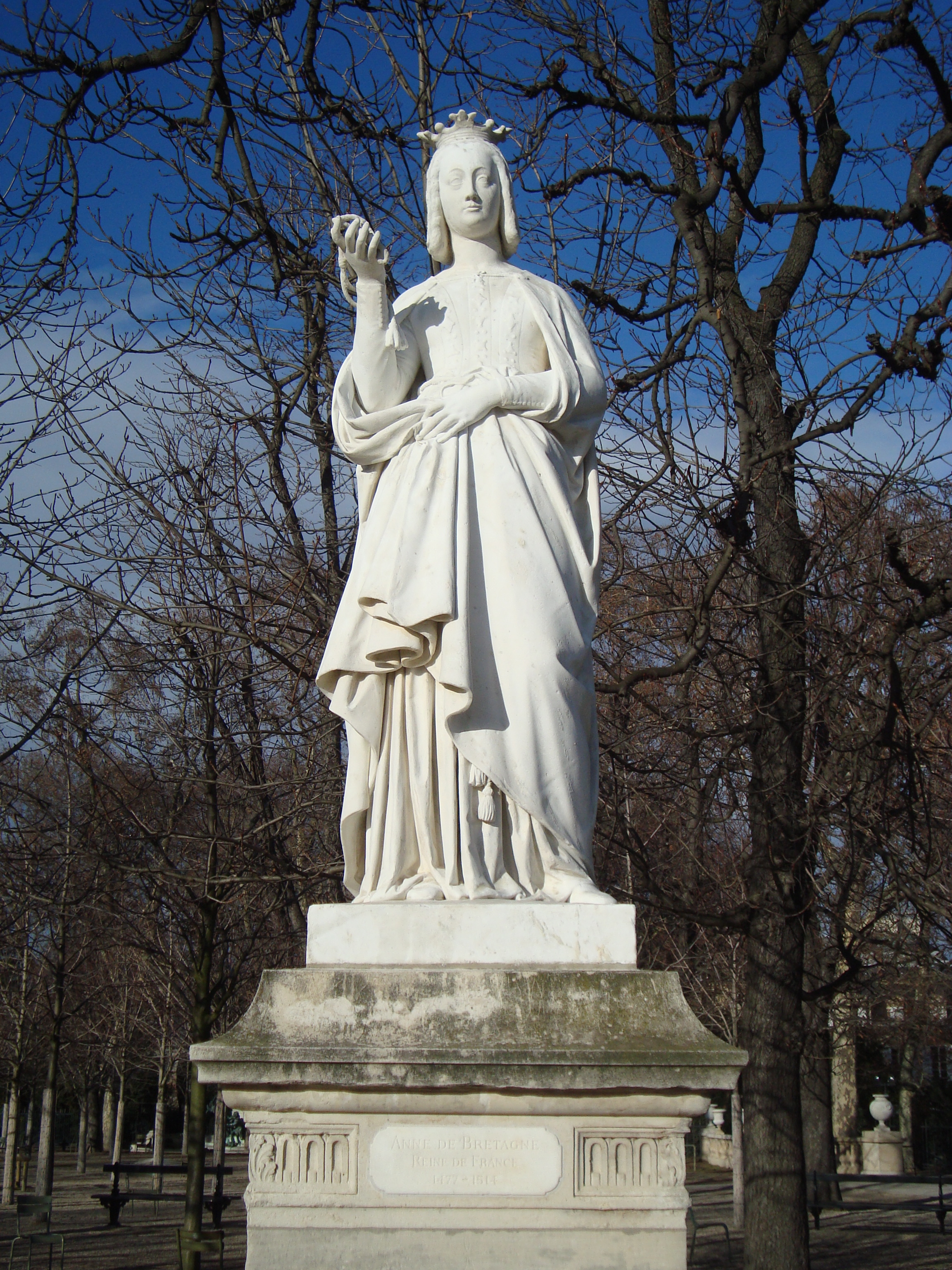
Анна Бретонская, 1846, Париж, Люксембургский сад.
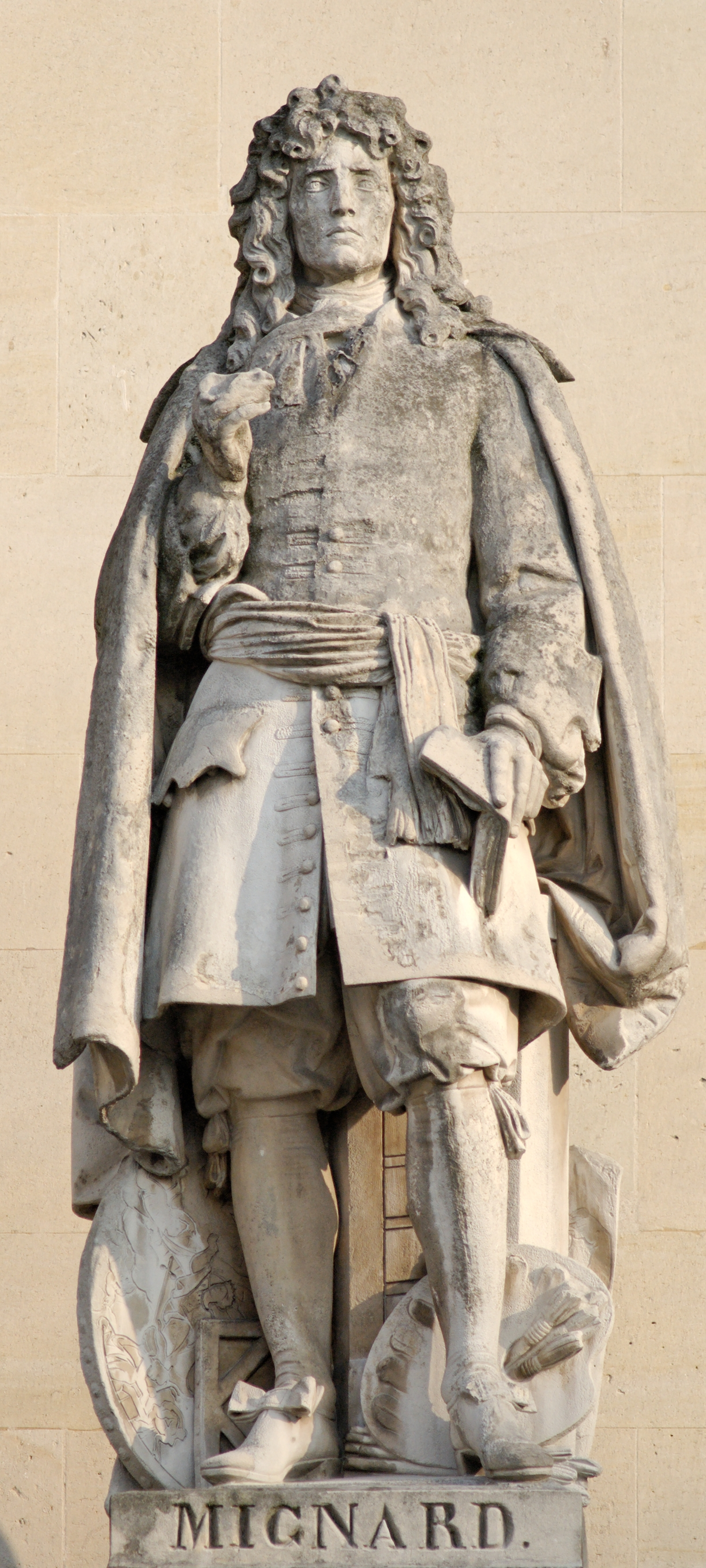
Статуя Пьера Миньяра, Париж, фасаде Лувра, обращённый во двор Наполеона, ок. 1853.